# Semiothisa eurytaenia
Semiothisa eurytaenia là một loài bướm đêm trong họ Geometridae.